# ساوت‌ویو (پنسیلوانیا)
ساوت‌ویو (به انگلیسی: Southview) یک منطقهٔ مسکونی در ایالات متحده آمریکا است که در شهرستان واشینگتن، پنسیلوانیا واقع شده‌است. ساوت‌ویو ۲۷۶ نفر جمعیت دارد.